# Ten Masked Men
Ten Masked Men – zespół deathmetalowy, który powstał w Wielkiej Brytanii w roku 1996. Zespół wyróżnia się spośród innych, gdyż jako jeden z niewielu, mimo że wydał już 5 płyt, nie posiada piosenki swojego autorstwa.
Wszystkie piosenki TMM to covery znanych utworów, najczęściej z gatunku pop, np. „Sex Bomb” czy „Livin’ la Vida Loca”.

## Skład zespołu
- Mark „The Mauler” Hutson
- Dave „The Chef” Hutson
- The Mysterious Horn
- Pablo „The Snoot”
- Ross Well „The Incident”
- Billy Bub „The Janitor”
- Gary „The Gimp” Hearns
- Neil „Numbnut” Matthews
- Ricard „Apocalypse Al” Vladmir
- Charlie „The Knife”

## Dyskografia

### Ten Masked Men (1999)
1. Beat It (Michael Jackson)
2. Gold (Spandau Ballet)
3. Deeper Underground (Jamiroquai)
4. The Living Daylight (a-ha)
5. Wonderwall (Oasis)
6. White Wedding (Billy Idol)
7. Message In A Bottle (The Police)
8. Into The Groove (Madonna)
9. Stayin' Alive (Bee Gees)
10. The Man With The Golden Gun (Lulu)

### The Ten Masked Men Strike Back EP (1999)
1. Papa Don’t Preach (Madonna)
2. Smooth Operator (Sade)
3. Diamonds Are Forever (Shirley Bassey)
4. Sweet Like Chocolate (Shanks & Bigfoot)
5. The Look Of Love (ABC)

### Return Of The Ten Masked Men (2000)
1. Push It (Salt N Pepa)
2. Disco Inferno (The Trammps)
3. Livin’ la Vida Loca (Ricky Martin)
4. You Spin Me Round (Like A Record) (Dead or Alive)
5. A View To A Kill (Duran Duran)
6. Play That Funky Music (Wild Cherry)
7. Blue (Da Ba Dee) (Eiffel 65)
8. Baby One More Time (Britney Spears)
9. Ain’t Nobody (Chaka Khan)
10. Thriller (Michael Jackson)

### The PhanTen Masked Menace (2003)
1. When Will I Be Famous (Bros)
2. Cry Me A River (Justin Timberlake)
3. Don’t You Want Me (The Human League)
4. Sex Bomb (Tom Jones)
5. Black Coffee (All Saints)
6. Fallin' (Alicia Keys)
7. Independent Women Pt 1 (Destiny’s Child)
8. Goldfinger (Shirley Bassey)
9. Genie In A Bottle (Christina Aguilera)
10. I Get Around (The Beach Boys)
11. Sledgehammer (Peter Gabriel)
12. Hot Stuff (Donna Summer)
13. New York, New York (Frank Sinatra)
14. Candy (utwór dodatkowy) (Ash)

### Attack Of The Ten Masked Men (2008)
1. Easy Lover (Phillip Bailey i Phil Collins)
2. Gangsta's Paradise (Coolio)
3. All Rise (Blue)
4. Circle in the Sand (Belinda Carlisle)
5. Careless Whisper (Wham!)
6. Little Lies (Fleetwood Mac)
7. Something Kinda Ooooh (Girls Aloud)
8. 7 Days (Craig David)
9. Thunderball (Tom Jones)
10. Push It to the Limit (Corbin Bleu)
11. Rasputin (Boney M)
12. La Isla Bonita (Madonna)
13. Eye of the Tiger (Survivor)